# Gonomyia bifida
Gonomyia bifida är en tvåvingeart som beskrevs av Tonnoir 1920. Gonomyia bifida ingår i släktet Gonomyia och familjen småharkrankar. Arten är reproducerande i Sverige. Inga underarter finns listade i Catalogue of Life.